# Chińska Republika Ludowa na Letnich Igrzyskach Olimpijskich 1952
Chińską Republikę Ludową na Letnich Igrzyskach Olimpijskich 1952 reprezentował jeden sportowiec.

## Reprezentanci

### Pływanie
Mężczyźni
- Wu Chuanyu
  - 100 m stylem grzbietowym - odpadł w eliminacjach